# Amor Prohibido (Lied)
Amor Prohibido (span. für Verbotene Liebe) ist ein Lied, das in Zusammenarbeit der Sängerin Selena Quintanilla-Pérez mit ihrem Bruder A. B. Quintanilla und Pete Astudillo, einem ehemaligen Mitglied von Selenas Begleitband Los Dinos, entstand. Der Titelsong von Selenas gleichnamigen Album Amor Prohibido belegte 1994 insgesamt neunmal den ersten Platz der Billboard Hot Latin Songs und blieb 20 Wochen lang in den Charts.

## Hintergrund
Das Lied basiert auf einer wahren Geschichte über die Liebesbeziehung zwischen einem Sohn aus reichem Haus und einer Bediensteten seiner Familie aus armen Verhältnissen. In dem Lied wird die Liebe zwischen den unterschiedlichen sozialen Klassen thematisiert (Amor prohibido murmuran por las calles porque somos de distintas sociedades; dt. Verbotene Liebe, so raunt es in den Straßen, denn wir sind aus verschiedenen Klassen), die aber durch die Kraft der Liebe überwunden wird (Aunque soy pobre todo esto que te doy, vale más que el dinero porque sí es amor; dt. Obwohl ich arm bin, ist all das, was ich dir gebe, mehr wert als Geld, denn es ist Liebe). Die Geschichte basiert auf der Liebesbeziehung der Großmutter von Selena Quintanilla aus Nueva Rosita, Coahuila in Mexiko, zu ihrem Großvater.